# (8575) Seishitakeuchi
(8575) Seishitakeuchi est un astéroïde de la ceinture principale.

## Description
(8575) Seishitakeuchi est un astéroïde de la ceinture principale. Il fut découvert le 7 novembre 1996 à Kitami par Kin Endate et Kazuro Watanabe. Il présente une orbite caractérisée par un demi-grand axe de 2,22 UA, une excentricité de 0,22 et une inclinaison de 4,0° par rapport à l'écliptique.

## Compléments